# Obiettivi Nikkor 50mm
I Nikon 50mm sono una serie di obiettivi fissi costruiti da Nikon che condividono la stessa lunghezza focale.

## Caratteristiche comuni
Queste lenti hanno un attacco Nikkor F, e sono compatibili con le fotocamere Nikon D.
Quando usate queste lenti su DSLR con sensore APS-C a formato ridotto, con fattore crop 1.5x, ha un angolo di campo equivalente a quello di un obiettivo di focale 75mm su formato pieno.

## Nikon AF-S 50mm G
Sia il Nikon AF-S 50mm f / 1.8G che il Nikon AF-S 50mm f / 1.4G hanno un diametro di 58mm. L'ergonomia è in linea con gli obiettivi fissi AF-S di Nikon. L'obiettivo è realizzato in policarbonato e presenta la consueta finitura di Nikon. La messa a fuoco automatica è veloce e precisa su entrambi gli obiettivi. Come con la maggior parte degli obiettivi AF-S, è possibile usare l'anello di messa a fuoco in qualsiasi momento per mettere a fuoco manualmente. Questi due obiettivi sono gli unici dotati di tropicalizzazione. Il 50mm 1.4 presenta un diaframma a 9 lamelle arrotondato mentre l'1.8 ne ha solo 7.  Entrambi gli obiettivi condividono il paraluce HB-47.

## Nikon Ai-s 50mm

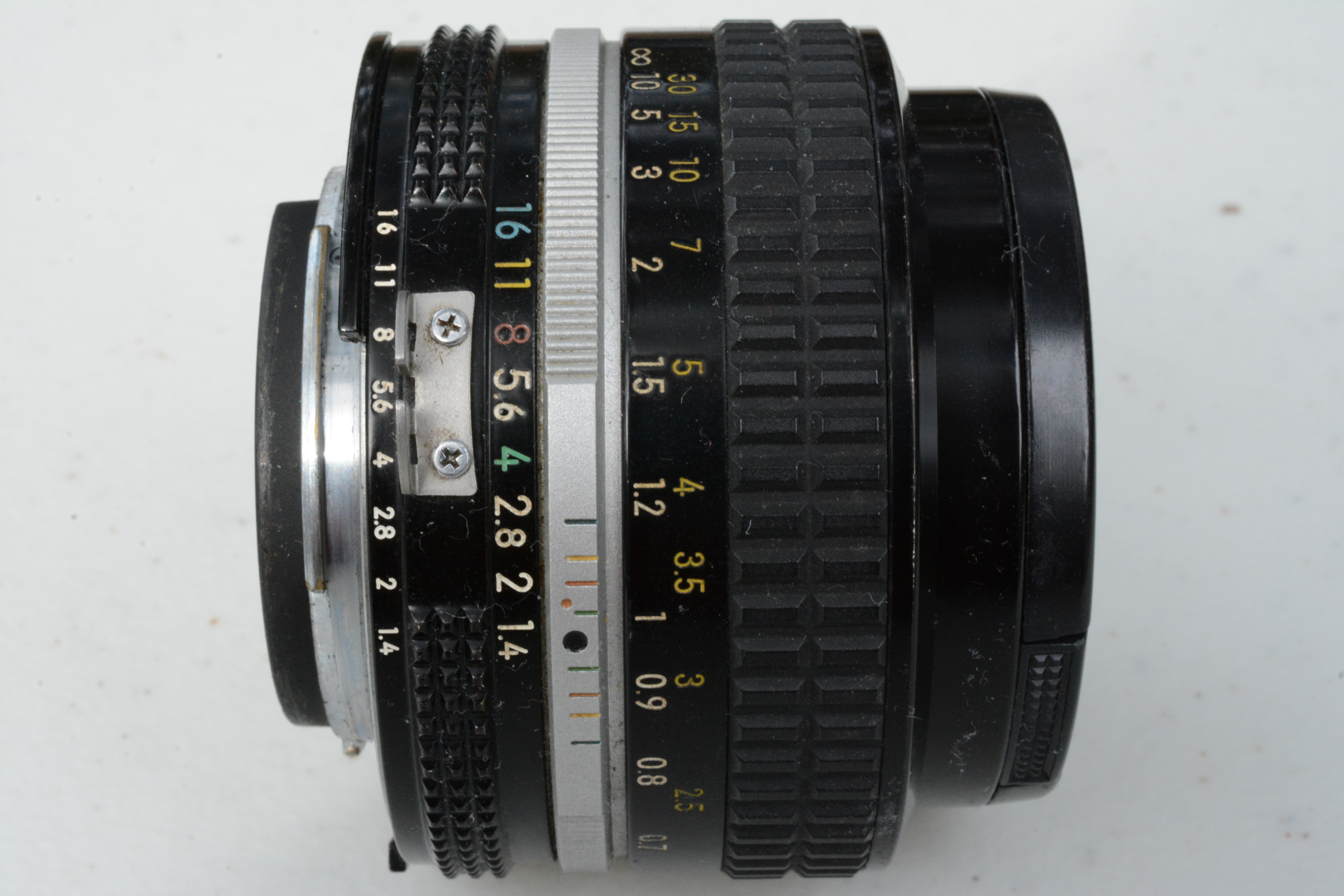
Ai-S NIKKOR 50mm f/1.4

Gli obiettivi Nikon Ai-S sono di ottima fattura essendo i più vecchi. Essendo obiettivi MF, la loro struttura interamente in metallo presenta anelli di messa a fuoco estremamente morbidi. Il 50mm f / 1.4 è leggermente più piccolo della versione 1.2. Entrambi hanno diametro di 52 mm.  L'1.4 presenta un diaframma a 7 lamelle mentre la versione 1.2 presenta un design a 9 lamelle.

## Nikon AF 50mm f/1.8 D
È un classico obiettivo 50 mm, realizzato in policarbonato e con finitura opaca. È il più leggero tra questi obiettivi e anche il più piccolo, con diametro di 52 mm. Molto diffuso poiché il più economico tra tutti gli obiettivi per Nikon D anche poiché non ha un motore incorporato per la messa a fuoco automatica. Questo obiettivo presenta un diaframma a 7 lamelle.

## Caratteristiche tecniche
|                                   | NIkon AF 50mm f / 1.8         | Nikon AF-S 50mm f / 1.4G | Nikon Ai-s 50mm f / 1.2            | Nikon Ai-s 50mm f / 1.4 | Nikon AF 50mm f / 1.8D          |
|                                   | Nikkor AF 50mm f1.8 with HN-3 | Nikkor 50mm 1.4G         | Nikon Nikkor 50 mm AIS DSC 7064 PK | Ais5018ex               | AF NIKKOR 50mm f1.8D 30-07-2012 |
|                                   | Caratteristiche               |                          |                                    |                         |                                 |
| Stabilizzatore d'immagine (IS):   | No                            | No                       | No                                 | No                      | No                              |
| AF Ultrasonico (USM):             | Sì                            | Sì                       | No                                 | No                      | No                              |
| Altre caratteristiche:            | Serie AF-S                    | Serie AF-S               | Serie Ai-S                         | Serie Ai-S              | Serie AF                        |
| Macro:                            | No                            | No                       | No                                 | No                      | No                              |
|                                   | Informazioni tecniche         |                          |                                    |                         |                                 |
| Apertura (max/min):               | 1.8 / 16                      | 1.4 / 16                 | 1.2 / 22                           | 1.4 / 22                | 1.8 / 22                        |
| Distanza minima di messa a fuoco: | 0.95m                         | 0.45m                    | 0.45m                              | 0.45m                   | 0.45m                           |
| Diametro del filtro:              | 72mm                          | 72mm                     | 52mm                               | 52mm                    | 52mm                            |
|                                   | Accessori                     |                          |                                    |                         |                                 |
| Paraluce:                         | HB-47                         | HB-47                    | NO                                 | NO                      | NO                              |
| Introdotto:                       | Settembre 2011                | Agosto 2008              | Marzo 1987                         | Giugno 1988             | Dicembre 2002                   |
| In produzione:                    | Sì                            | Sì                       | No                                 | No                      | No                              |